# Grateful Dead
Grateful Dead — американський рок-гурт, що грав психоделічний рок.

## Біографія
Гурт створений у Пало-Альто під назвою «Mother McCree's Uptown Jug Champions», яка була змінена на «Warlocks», а у 1965 році на «Grateful Dead». Назва «Grateful Dead» (вдячний небіжчик) запозичена з легенди, яка присутня у різних культурах, згідно з якою, якщо людина поховала небіжчика, якого за різними причинами відмовлялись ховати інші люди, то згодом, коли з людиною трапляється біда, дух померлого допомагає цій людині.
Оригінальний склад виглядав так: Джеррі Гарсія (Джером Джон Гарсіа лідер-гітара), Боб Вейр (Роберт Холл, ритм-гітара), Філ Леш (Філіп Чапмен, бас), Рон «Пігпен» МакКернан (клавішні) та Біл Крюцман (ударні). Творчість гурту була пов'язана з рухом хіпі, перші концерти відбулись в одній з комун хіпі, та були безкоштовними. Учасники колективу вживали наркотики, зокрема ЛСД, який був в той час дуже популярний серед молоді. Гурт дуже швидко став популярним у межах Сан-Франциско, вони грали музику що являла собою суміш фолку, блюграсу, року, блюзу та кантрі з різноманітними імпровізаціями.
У 1967 році гурт підписав контракт з лейблом Warner Bros. Records та записали платівку «Grateful Dead», концепцією якого була спроба відтворити концертні виступи. Концерти гурту могли завдяки імпровізаціям музикантів продовжуватись до 6 годин. Така манера гри дуже подобалась слухачам, у колективу з'явилась армія відданих шанувальників, які їздили за гуртом різними містами США, вони отримали назву «Deadheads». У 1968 році до складу гурту приєднались Мікі Харт (ударні) та Том Константен (клавішні). Останнього взяли у гурт як дублера МакКернана, у якого на той час були великі проблеми з алкоголем. У 1969 гурт бере участь у знаменитому фестивалі Вудсток, але їх виступ там був невдалим внаслідок технічних проблем. У тому ж році колектив записав перший офіційний концертний альбом «Live / Dead». Одна з композицій цього альбому «Dark Star», що тривала 23 хвилини продемонструвала майстерність команди в імпровізаціях та для деяких фанатів стала взірцем творчості «Grateful Dead». Наступні два студійні альбоми гурту отримали статус платинових та закріпили популярність колективу.
У 1973 році внаслідок зловживання алкоголем помер Рон МакКернан, якого замінив Кіт Годчекс. Також у гурт взяли дружину Годчекса, для виконання партій бек-вокалу. Наступні кілька років гурт дуже багато гастролював та кожен рік випускала досить успішні альбоми. У 1979 гурт залишило подружжя Годчексів, оскільки Кіт мав серйозні проблеми з наркотиками, а його дружина досить часто не справлялась зі своїми вокальними партіями. На місце Кіта Годчекса прийшов клавішник Брент Мідленд, але альбом випущений за його участю був дуже слабким, тому випустивши у 1981 році два концертні альбоми, наступні шість років гурт займався тільки гастролями. Але у 1987 році диск «In The Dark» повернув популярність гурту та здобув статус платинового. У 1990 році від передозування наркотиків помер Брент Мідленд, його місце зайняв Вінс Велник. Гурт продовжував свою діяльність до 1995 року, коли від серцевого нападу помер один з засновників Джері Гарсіа. Після цього на прес-конференції учасники гурту офіційно заявили про припинення діяльності.

## Значення
Творчість «Grateful Dead», зокрема їх незвичний стиль виконання та майстерність імпровізацій, суттєво вплинула на розвиток американського року. Крім того цей гурт одним з перших у світі дав згоду шанувальникам безкоштовно записувати їхні записи. На концертах навіть створювались спеціальні зони («taping areas»), де фани мали змогу розмістити свою апаратуру для звукозапису.

## Дискографія
- The Grateful Dead (1967)
- Anthem of the Sun (1968)
- Two from the Vault (1968)
- Aoxomoxoa (1969)
- Live/Dead (1969)
- Workingman's Dead (1970)
- American Beauty (1970)
- Grateful Dead (1971)
- Hundred Year Hall (1972)
- Europe '72 (1972)
- Skeletons from the Closet (Best of the Grateful Dead) (1973)
- History of the Grateful Dead, Volume One (Bear's Choice)(1973)
- Wake of the Flood (1973)
- Grateful Dead From the Mars Hotel (1974)
- Steal Your Face (1974)
- One From the Vault (1975)
- Blues for Allah (1975)
- Terrapin Station (1977)
- What a Long Strange Trip It's Been (1977)
- Shakedown Street(1978)
- Go to Heaven (1980)
- Reckoning (1981)
- Dead Set (1981)
- In the Dark (1987)
- Built to Last (1989)
- Dylan & the Dead (live, сумісно з Бобом Діланом) (1989)
- Dozin' at the Knick (1990)
- Without a Net (1990)
- Infrared Roses (1991, збірка live)
- Grayfolded(1996, live)
- Grateful Dead 1977—1995 (1996, збірка)
- The Arista Years (1996, збірка)
- Fallout from the Phil Zone (1997, збірка live)
- So Many Roads 1965—1995 (1999, збірка)
- The Golden Road (2001, збірка 1967—1972)
- Postcards of the Hanging (2002, збірка live)
- The Very Best of The Grateful Dead (2003, збірка)
- Beyond Description (2004 збірка 1973—1989)
- Rare Cuts and Oddities 1966 (2005)
- The Complete Fillmore West 1969 (2005, збірка)